# Африканска гигантска лястовича опашка
Papilio antimachus е вид пеперуда от семейство Лястовичи опашки (Papilionidae).

## Разпространение и местообитание
Този вид е разпространен в Ангола, Бенин, Габон, Гана, Гвинея, Демократична република Конго, Екваториална Гвинея, Камерун, Кот д'Ивоар, Либерия, Нигерия, Руанда, Сиера Леоне, Того, Уганда и Централноафриканска република.
Обитава гористи местности, крайбрежия и плажове.